# Slag bij Aldenhoven (1794)
De Tweede Slag bij Aldenhoven of de Slag om de Roer was een veldslag tijdens de Eerste Coalitieoorlog tussen de Oostenrijkse Nederlanden en Frankrijk op 2 oktober 1794 in de omgeving van Aldenhoven die door de Fransen werd gewonnen.

## Aanloop
Na de nederlaag bij de Slag bij Fleurus op 26 juni 1794, waren de Oostenrijkers in het defensief. Jean-Baptiste Jourdan rukte op met het Franse Samber en Maasleger, op 11 juli werd Brussel ingenomen en op 26 juli Luik. Na de verloren Slag om de Ourthe op 18 september, trok het leger van de Oostenrijkse Nederlanden onder Clerfayt verder terug en verschanste zich achter de Roer van Roermond tot Nideggen. Voor Gulik lag bij Aldenhoven een Oostenrijks bruggenhoofd. Het Oostenrijkse leger had alle bestaande bruggen over de Roer gesloopt en de doorwaadbare plaatsen uitgediept. De Roer had daarnaast een hoge waterstand. Jourdan had Aken ingenomen en een divisie van Kléber afgezonderd voor het Beleg van Maastricht.

## De veldslag
Het Franse leger had zich ten westen van de Roer verzameld.
In het noorden stond de linkerflank onder commando van Jean-Baptiste Kléber
- Jean-Baptiste Bernadotte
- Louis Friant
- Joseph Leonard Richard

Voor Aldenhoven was de hoofdmacht gelegerd onder commando van Jean-Baptiste Jourdan
- Francois Lefebvre
- Jean-Etienne Championnet
- Antoine Morlot
- Jacques-Maurice Hatry
- Pierre Joseph Dubois (cavalerie)

In het zuiden stond de rechterflank onder commando van Barthélemy Louis Joseph Schérer
- Francois Severin Marceau
- Jean Adam Mayer
- Honore Alexandre Hacquin

Kléber had in het noorden een brug over de Roer gebouwd die goed door de Oostenrijks-Nederlandse troepen werd verdedigd. Op 2 oktober zwom de Franse linkerflank onder Bernadotte de Roer over bij Ratheim en brak door de Oostenrijkse linies zodat Kléber kon doorstoten. De Franse rechterflank voerde de aanval op Düren uit, terwijl de Franse hoofdmacht Aldenhoven en Linnich aanviel en veroverde.

## Nasleep
Nadat de Oostenrijkse linies gebroken waren, trok Clerfayt's leger snel terug na eerst Linnich in brand te hebben gezet. Roermond en Gulik werd op 3 oktober verlaten, daarna stak hij op 6 oktober de Rijn over bij Keulen. De Fransen konden daarna zonder veel weerstand de linker Rijnoever bezetten.
Bernadotte veroverde Neuss op 5 oktober. Jourdan schoot op 5 oktober Düsseldorf in brand en veroverde Keulen op 6 oktober. Hij trok verder langs de Rijn naar het zuiden en veroverde 8 oktober Bonn en Koblenz op 23 oktober. Kléber verhevigde het beleg van Maastricht, dat zich op 5 november overgaf. Het zuidelijke Oostenrijkse leger gaf de Palts op en trok zich terug achter de Rijn maar hield Mainz als bruggenhoofd.
Nederlanden: Marquain · Rijsel (1792) · Jemappes · Namen (1792) · Maastricht (1793) · Breda · Aldenhoven (1793) · Neerwinden · Raimes · Famars · Aarlen · Valencijn · Duinkerke · Hondschote · Menen ·  Wattignies · Moeskroen · Tourcoing · Doornik · Erquelinnes · Gosselies · Ieper · Hooglede · Fleurus · Boxtel · Sprimont · Maastricht (1794) · 's-Hertogenbosch · Aldenhoven (1794) · Puiflijk · Nijmegen · Luxemburg · Den Helder · Camperduin

Rijnfront: Verdun · Thionville · Valmy · Mainz (1792) · Mainz (1793) · Vogezen/Tripstadt · Mainz (1795) · Amberg · Würzburg

Italiaans front: Genua · Hyères · Rovereto · Bassano · Montenotte · Dego · Lodi · Arcole · Rivoli

Overige fronten (Vendée, Spanje): Fontenay-le-Comte · Toulon · Cholet · Luçon · Truillas · Boulou · San Lorenzo · Santa Cruz · Kaap Sint-Vincent
West-Indië: Guadeloupe · Martinique